# Giorgio Celli
Giorgio Celli (n. 16 iulie 1935, Verona, Italia – d. 11 iunie 2011, Bologna, Italia) a fost un economist și politician italian, fost membru al Parlamentului European în perioada 1999 - 2004 din partea Italiei. 
1. 1 2  „Giorgio Celli”, Internet Movie Database, accesat în 14 august 2015
2. 1 2  Giorgio Ruggero Celli, Find a Grave, accesat în 9 octombrie 2017
3. 1 2 3  Autoritatea BnF, accesat în 10 octombrie 2015
4. ↑   http://www.corriere.it/cronache/11_giugno_11/giorgio-celli-entomologo-morto_5b3b53d8-943f-11e0-9db6-651cd37b13cb.shtml Lipsește sau este vid: |title= (ajutor)
5. ↑  Deputații în Parlamentul European